# Druhý lyonský koncil
Druhý lyonský koncil je koncil, který katolická církev uznává za ekumenický. Svolal jej papež Řehoř X., který mu i předsedal. Zúčastnilo se jej více než 500 biskupů a opatů a více než 1000 prelátů či prokurátorů. Účastnil se ho i král Jakub I. Aragonský, dále vyslanec byzantského císaře Michaela VIII. Palaiologa se zástupci řeckého kléru a vyslanci tatarského chána.
Zasedání koncilu začalo 7. května 1274. Hlavním tématem koncilu bylo dobytí Svaté země a jednota církve. Na koncil byl pozván i sv. Tomáš Akvinský, ten však cestou na koncil 7. března ve Frosinone zemřel, zúčastnil se ho sv. Bonaventura z Bagnoreggia, který však v Lyonu během zasedání koncilu rovněž zemřel.

## Dobytí Svaté země
Koncil se zabýval finanční stránkou křížové výpravy. Bylo rozhodnuto, že po dobu šesti let má jít ve prospěch křížové výpravy desátek ze všech křesťanských beneficií. Jakub I. Aragonský chtěl výpravu zorganizovat ihned, avšak proti tomu se postavili templáři. Vyslanci tatarského chána vyjednávali s papežem o příměří po dobu bojů s muslimy.

## Jednota církve
Řehoř X. se pokoušel ukončit tehdy již více než dvousetleté schizma mezi západní a východní církví, a proto vyslal delegaci k byzantskému císaři Michaelu VIII. Palaiologovi a žádal přitom latinské vládce na Východě, aby jeho snaze vyšli vstříc. Konstantinopolský patriarcha Germanos spolu s dalšími vysokými představiteli přijel do Lyonu 24. června s císařovým listem. 29. června zástupci Východu i Západu slavili společně s papežem v kostele sv. Jana eucharistii, při níž Byzantinci zpívali nicejsko-konstantinopolské vyznání s diskutovanou vložkou filioque, kterou dokonce třikrát zopakovali. Koncil v otázce smíření obou částí církve zdánlivě uspěl, avšak tento smír neměl dlouhého trvání – ztroskotal na principiálním odporu byzantského kněžstva i prostých křesťanů vůči „latinským kacířům“, zejména, když se císař Michael snažil unii prosazovat tvrdými represemi. Po jeho smrti (1282) byl s proklamovaným lyonským sjednocením Východu a Západu konec.

## Další témata
Koncil se zabýval reformou církve. Několik biskupů a opatů bylo sesazeno, došlo k rozpuštění několika žebravých řádů; jedinými povolenými žebravými řády byli dominikáni, františkáni, obutí augustiniáni a karmelitáni.
Kvůli dlouhým sedisvakancím papežského stolce koncil rozhodl, že kardinálové nesmí opustit konkláve, dokud úspěšně nového papeže nezvolí. Toto rozhodnutí pozastavil roku 1276 papež Hadrián V., avšak znovu jej zavedl Jan XXI. Toto ustanovení tak trvá až dodnes.
Koncil se nakonec zabýval otázkou titulu krále Svaté říše římské, který si nárokoval Alfons X. Kastilský. Papež jej sesadil a namísto něj byl římským králem prohlášen Rudolf I. Habsburský, jenž byl 6. června korunován.